# 53-38
53-38 — 53-см парогазовая торпеда, разработанная в 1938 году на базе торпеды 53-Ф, выпускавшейся заводом Уайтхеда в Фиуме. В отличие от прототипа, который имел четыре режима хода, имела только три. Принята на вооружение в мае 1939 года. К началу войны торпеда 53-38 находилась на вооружении большинства советских надводных кораблей и подводных лодок. Наряду с торпедой 45-36 была основным образцом торпеды ВМФ СССР во время Великой Отечественной войны.

## История разработки
Стоявшая на вооружении торпеда 53-27 имела только один режим хода — 45 узлов при дальности 3,7 км. Масса её боевой части составляла 265 кг. Первая советская торпеда имела недостатки, вызванные конструктивной непроработанностью проекта и низким качеством изготовления. Она постоянно вызывала нарекания флота, так как из-за малой дальности хода могла использоваться практически только с подводных лодок и торпедных катеров. Для надводных кораблей торпеда явно не подходила.
У советских торпедистов первоочередной задачей стояла модернизация торпеды 53-27. Для надводных кораблей требовался второй, дальноходный режим скорости. Для этого заимствовали у итальянской торпеды 53-Ф регулятор давления, подогревательный аппарат, гиростат и ряд других механизмов. Модернизированную торпеду под названием 53-36 приняли на вооружение в 1936 году. По своим характеристикам она по-прежнему отставала от зарубежных образцов и оказалась только чуть лучше и не надёжнее своей предшественницы. Всего флоту удалось сдать около ста торпед 53-36. Однако и их приходилось использовать с большими ограничениями. В 1938 году эта торпеда была снята с производства. Решили воспроизвести закупленные в 1932 году итальянские образцы. Решили воспроизводить оба — калибра 450 мм и 533 мм. Организовать воспроизводства итальянских торпед поручили НИМТИ.
В 1936 году завод «Красный прогресс» приступил к изготовлению 45-сантиметровых торпед. Они получили обозначение 45-36Н. Буква «Н» означала, что торпеды предназначались прежде всего для эсминцев типа «Новик». Из 53-сантиметровых аппаратов они могли использоваться через вставные решётки. В 1938 году на заводе «Двигатель», а с 1939 года и на «Дагдизеле» начали производиться 533-мм торпеды. Предназначавшаяся для вооружения всех классов надводных кораблей и подводных лодок с 53 см торпедными аппаратами. Называться они стали 53-38. Недостатки в основном были устранены в 1939—1941 гг.

## Характеристики
В качестве силовой установки в торпеде применялась поршневая двухцилиндровая машина с парогазо-генератором.
Торпеды 53-38 имели следующие характеристики.
- Длина — 7200 мм
- Диаметр корпуса — 533 мм
- Масса — 1615 кг
- Скорость — имелись 3 скоростных режима — 30,5, 34,5 и 44,5 узлов мощность двигателя 112, 160 и 318 л.с. соответственно.
- Дальность хода — 10 000 м на 30,5 узлах, 8000 м на 34,5 узлах, 4000 м на 44,5 узлах
- Вес боевого зарядного отделения — 300 кг тротила
- Тип взрывателя — контактный

У торпеды был существенный недостаток: травление донышек воздушных резервуаров. Эта проблема была решена за несколько лет научно-экспериментальной работы. Для подводных лодок (стрельба на 4000 м) проблему быстро решили понижением давления воздушного резервуара с 190 атм. до 160 атм. без уменьшения скорости.

### 53-38У
В 1939 году группа конструкторов под руководством А. П. Белякова за счёт удлинения боевых зарядных отделений увеличила вес ВВ в торпедах на 80—100 кг. Эксперименты показали, что торпеды 45-36Н и 53-38 с удлинёнными БЗО практически не теряют своих ходовых качеств. В конце 1939 г. модернизированные образцы были приняты на вооружение. Называться они стали 45-36НУ и 53-38У. 53-38У впоследствии была оснащена неконтактным взрывателем.
- Длина — 7450 мм
- Диаметр корпуса — 533 мм
- Масса — 1725 кг
- Вес боевого зарядного отделения — 400 кг тротила

### 53-39
К разработке скоростной торпеды на базе торпеды образца 53-38У приступили в 1939 году. В результате ряда технических усовершенствований и длительных испытаний в июле 1941 года эта торпеда была принята на вооружение и в течение войны осваивалась флотом. В 1941 г. на государственных испытаниях для торпеды 53-39 удалось получить скорость хода 51 узел. Торпеда была 3-режимная (позднее — 2-режимная), универсальная, предназначавшаяся для использования в 53 см торпедных аппаратах. Увеличение скорости хода этой торпеды при сохранении дальности было достигнуто за счёт увеличения количества энергетических ресурсов (воздуха и керосина), уменьшения массы ВВ при увеличении мощности и модернизации двигателя. За создание торпеды 53-39 авторскому коллективу — инженерам Д. А. Кокрякову, В. Л. Орлову, Д. Н. Островскому и др. — была присуждена Сталинская премия. Единственным недостатком по сравнению с 53-38У была меньшая по массе боеголовка, но его компенсировали перейдя на более мощное взрывчатое вещество.
- Длина — 7488 мм
- Диаметр корпуса — 533 мм
- Масса — 1780 кг
- Скорость — имелись 3 скоростных режима — 34, 39 и 51 узел
- Дальность хода — 10 000 м на 34 узлах, 8000 м на 39 узлах, 4000 м на 51 узле
- Вес боевого зарядного отделения — 317 кг ТГА-16 (представляет собой плавленую механическую смесь, содержащую 60 % тротила, 24 % гексогена, 13 % алюминиевого порошка, 3 % алюминиевой пудры)
- Тип взрывателя — контактный

## Список литературы
- Ю. Л Коршунов, А. А. Строков ТОРПЕДЫ ВМФ СССР Архивная копия от 4 марта 2016 на Wayback Machine СПб., Гангут, 1994 // Серия «Морское оружие», вып.3
- Евгений Яковлевич Литвиненко — ТОРПЕДЫ — ОРУЖИЕ ПОБЕДЫ 2005